# Кубок Азии по футболу 2027 (отборочный турнир, раунд плей-офф)
Матчи раунда плей-офф отборочного турнира на Кубок Азии по футболу 2027 года прошли с 5 по 10 сентября 2024 года.

## Формат
Изначально в раунде плей-офф планировалось участие десяти команд (со 2-го по 10-е места среди проигравших в первом раунде, а также Северные Марианские Острова), которые должны были сыграть дома и в гостях по сумме двух матчей для определения пяти участников третьего раунда. Однако Гуам и Северные Марианские острова не были включены в жеребьёвку раунда плей-офф, проведённую 1 мая 2024 года.
В результате три лучших команды среди проигравших в первом раунде (Бутан, Мальдивы и Лаос) напрямую прошли в третий раунд, а оставшиеся шесть команд участвовали в плей-офф. Победители плей-офф присоединились к 21 команде, которые прошли в третий раунд напрямую (три лучшие команды среди проигравших в первом раунде и 18 команд из второго раунда), чтобы побороться за шесть оставшихся мест на Кубок Азии 2027 года.

## Участники
Команды, участвующие в этом раунде, были определены на основании их рейтинга по итогам первого раунда.
- Камбоджа
- Шри-Ланка
- Макао
- Монголия
- Восточный Тимор
- Бруней

## Жеребьевка
Жеребьевка раунда плей-офф состоялась 9 мая 2024 года в Куала-Лумпуре, Малайзия. Шесть команд были разделены на три пары, которые провели матчи дома и в гостях с 5 по 10 сентября 2024 года. Числа в скобках указывают на позицию в рейтинге мужских сборных ФИФА за апрель 2024 года. Команда из корзины 2 принимала первый матч, а команда из корзины 1 — второй.
| Корзина 1                                       | Корзина 2                                                |
| ----------------------------------------------- | -------------------------------------------------------- |
| - Камбоджа (179) - Макао (186) - Монголия (191) | - Бруней (194) - Восточный Тимор (198) - Шри-Ланка (204) |

## Обзор
| Команда 1       | Итог         | Команда 2 | 1-й матч | 2-й матч       |
| --------------- | ------------ | --------- | -------- | -------------- |
| Шри-Ланка       | 2:2 (4:2 п.) | Камбоджа  | 0:0      | 2:2 (доп. вр.) |
| Восточный Тимор | 4:3          | Монголия  | 4:1      | 0:2            |
| Бруней          | 4:0          | Макао     | 3:0      | 1:0            |

## Матчи
| Шри-Ланка | 0:0     | Камбоджа |
| --------- | ------- | -------- |
|           | (отчёт) |          |

| Камбоджа                     | 2:2 (доп. вр.) | Шри-Ланка                             |
| ---------------------------- | -------------- | ------------------------------------- |
| - Нэан 58′ - Сос 98′         | (отчёт)        | - Келарт 37′ - Каммернехт 120+2′      |
| Пенальти                     |                |                                       |
| - Тэйлор - Орн - Лим - Соэви | 2:4            | - Хингерт - Дюррант - Келарт - Перера |

Ничья 2:2 по сумме двух матчей. Шри-Ланка выиграла со счётом 4:2 в серии послематчевых пенальти.
| Восточный Тимор                    | 4:1     | Монголия        |
| ---------------------------------- | ------- | --------------- |
| - Педру 3′, 27′, 52′ - Зенивиу 58′ | (отчёт) | Миджиддордж 34′ |

| Монголия                  | 2:0     | Восточный Тимор |
| ------------------------- | ------- | --------------- |
| - Тёрбат 8′ - Дёлгёён 54′ | (отчёт) |                 |

Восточный Тимор выиграл со счётом 4:3 по сумме двух матчей.
| Бруней                               | 3:0     | Макао |
| ------------------------------------ | ------- | ----- |
| - Хакеме 32′ - Назри 56′ - Хариз 61′ | (отчёт) |       |

| Макао | 0:1     | Бруней        |
| ----- | ------- | ------------- |
|       | (отчёт) | Азван Али 10′ |

Бруней выиграл со счётом 4:3 по сумме двух матчей.

## Комментарии
1. ↑  Сборная Восточного Тимора провела свой домашний матч в Гианьяре, так как Национальный стадион в Дили не соответствовал стандартам ФИФА.